# Philippe IV (Vélasquez, 1623-1628)
Le portrait de Philippe IV en noir est un portrait officiel de Philippe IV d’Espagne peint par Velázquez vers 1623. Le roi, âgé de 18 ans, est entièrement visible, de pied et entièrement vêtu de noir. Il s'agit d'un des premiers portraits que le peintre fit du monarque peu après s’être établi à Madrid. La toile fut totalement refaite vers 1628. Elle provient du Palais du Buen Retiro où elle fut inventoriée en 1700 et décrite comme « Portrait de Monsieur Philippe quatre jeune de la première façon de Velazquez, ». En 1791, il passa dans le secrétariat d’État du Palais royal de Madrid où il fut décrit dans l’inventaire de 1814 comme « portrait de Philippe 4° avec un papier à la main, vêtu de noir, et le poignet appuyé sur une table ». La toile fut exposée à l’Académie royale des Beaux-Arts de San Fernando en 1816, jusqu’à ce qu’elle intègre la collection du Musée du Prado en 1828.

## Histoire
D’après Francisco Pacheco, peu après peu après s’être établi à Madrid en 1623, Velázquez fit un portrait de son protecteur, Juan de Fonseca y Figueroa,  sommelier du roi, qui fut emmené au palais par un fils du comte de  Peñaranda. À la vue de ce portrait à la cour, il ordonna immédiatement qu’on fit un portrait du roi, qui posa précisément le 30 août 1623, selon les notes Pacheco. Ce portrait peint en un seul jour dut servir de modèle pour une toile postérieure, où le roi est présenté à cheval en plus grand appareil, ainsi que pour des copies privées comme celle demandée par doña Antonia Ipeñarrieta, qui, en décembre 1624 paya à Velasquez 800 ducats pour trois portraits. Le premier représente le roi (Metropolitan Museum of Art, New York) l’autre du Comte-Duc d'Olivares et le dernier de son époux García Pérez de Araciel. 
Un peu plus tard Pacheco déclara « Après ça, une fois terminé le portrait de Sa Majesté à cheval, imitant tout du modèle, jusqu'au pays, avec sa licence et son goût [du roi] il alla rue Mayor, face à Saint Philippe, avec l’admiration de toute la  cour et l’envie de ceux de l’Art, et j’en suis le témoin ». Antonio Palomino comprit qu’il faisait allusion au premier portrait, qu’il imagina à cheval et armé « fait avec toute l’analyse et la prudence que demandait un tel grand thème, dans un grand cadre,  de proportions naturelles, et imité par lui, jusqu’au pays ». En fait, Pacheco semble faire allusion à un simple buste exécuté rapidement, mais il est peu probable que lors de cette première occasion le roi eut posé longtemps ; le même Pacheco s’émerveille, et tenait comme une démonstration de faveur extrême du roi avait pour son gendre, le fait de poser pour lui assis durant trois heures continues « lorsqu’il le peignit à cheval » après le voyage en Italie (1630) .
Ce premier portrait, croquis ou ébauche prise sur le vif, aurait été employé postérieurement pour compléter dans l’atelier, le portrait équestre auquel Pacheco et Palomino font tant de références, mais qui a  malheureusement disparu. Dans cette toile Velázquez aurait travaillé pendant plus longtemps, sans le laisser pour achever avant le mois d’août 1625, lorsque Julio César Semín encaissa la dorure du cadre lors de son exposition rue Mayor 
Les affirmations de Pachecho ont suscité diverses interprétations et tentatives d’identifier ce premier portrait fait d’après nature. Pour Jonathan Brown ce serait celui conservé au musée Meadows à Dallas. C’est un buste considéré comme une copie de l’atelier par une partie de la critique. Pour José López-Rey, ce premier portrait serait celui qui apparaît à la radiographie sous la toile actuelle du Musée du Prado. N’étant jamais sorti de la collection royale, c’est le seul qui pourrait prétendre être un portrait royal officiel. Il fut entièrement remodelé par Velazquez, vers 1628 d’après López-Rey qui s’appuie sur les distances entre les coups de pinceaux.

## Description
Les radiographies révèlent un portrait entièrement remodelé, peint sur le précédent duquel il ne modifie que les positions des jambes. Les éléments visibles à l’œil nu sont les jambes ouvertes comme un compas dans la première version, le poids s’appuie sur la jambe gauche. La cape est plus longue et ajustée au corps dans la dernière version. On peut également observer des changements dans la position des mains, la hauteur de la table, le visage plus émacié dans la dernière version, la réfection totale du costume. En définitive, presque toute la toile a été retravaillée. Avec de tels changements, indépendants de changements physiques du monarque, Velázquez semble avoir essayé de modeler un personnage plus svelte, probablement par insatisfaction de l’apparence de la première version. Les changements sur le visage – les cheveux plus à droite, et le menton plus haut – et la réduction du col amidonné font que la tête semble plus haute. La modification de la position du bras qui s’appuie sur l’épée élève subtilement l’épaule et qui est moins frontale.  Si on y ajoute l’élévation de la table et la nouvelle position des jambes unies et droites, tout contribue à élever le monarque. Le résultat est une œuvre élégante et sobre, sur laquelle, avec des coups de pinceaux serrés et une palette chromatique réduite, se manifeste la majesté Royale, due bien plus à la posture du personnage qu’aux attributs du pouvoir et de l’administration qui l’entourent discrètement : la toison d’or, qui pend d’un ruban noir et non d’un collier d’or comme dans la première version. Il renforce ainsi l’image d’austérité sans perte de sens : l’épée de la justice, sur laquelle se repose la main droite, le billet qu’il porte à la main gauche, le buffet sur lequel repose un chapeau  haut-de-forme et avec lequel il fait allusion à ses responsabilités gouvernementales.
Il est possible de déduire l’aspect initial du portrait du Prado par des copies qui furent faites par des peintres de l’atelier. L’une au moins est conservée au  Musée des beaux-arts de Boston et l’autre, peinte pour doña Antonia Ipeñarrieta, au Musée Métropolitain d’Art de New York. Cette dernière copie a été considérée comme originale par José López-Rey et nombre de critiques, mais  Enriqueta Harris et Jonathan Brown considèrent qu’il s’agit d’une œuvre de l’atelier,.
Il existe également diverses copies de la version finale, certaines provenant de l’atelier de Velazques. Une est conservée au Musée Isabella Stewart Gardner de Boston, probablement après avoir appartenu à la collection de marqués de Leganés.

## Versions

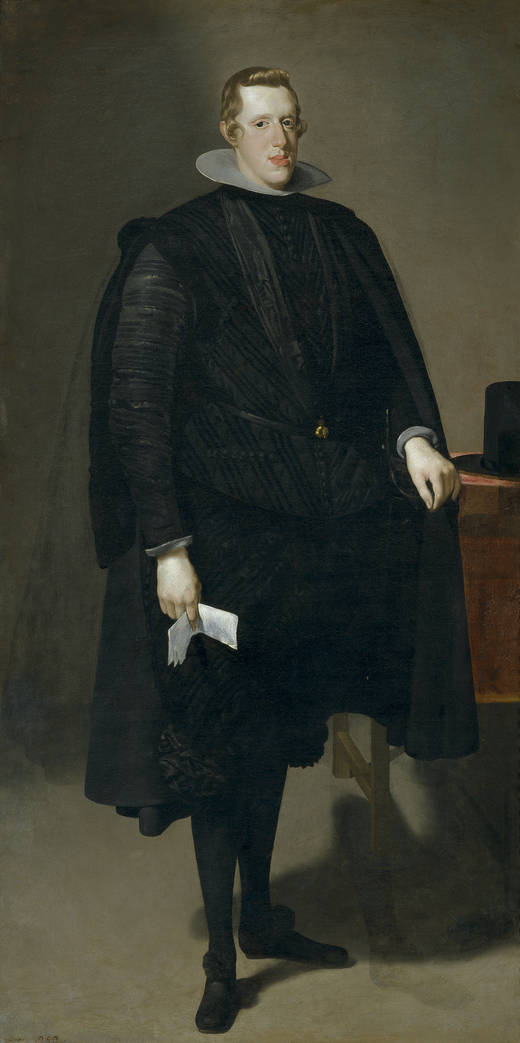
Version du Prado, dans sa version définitive remodelée en 1628
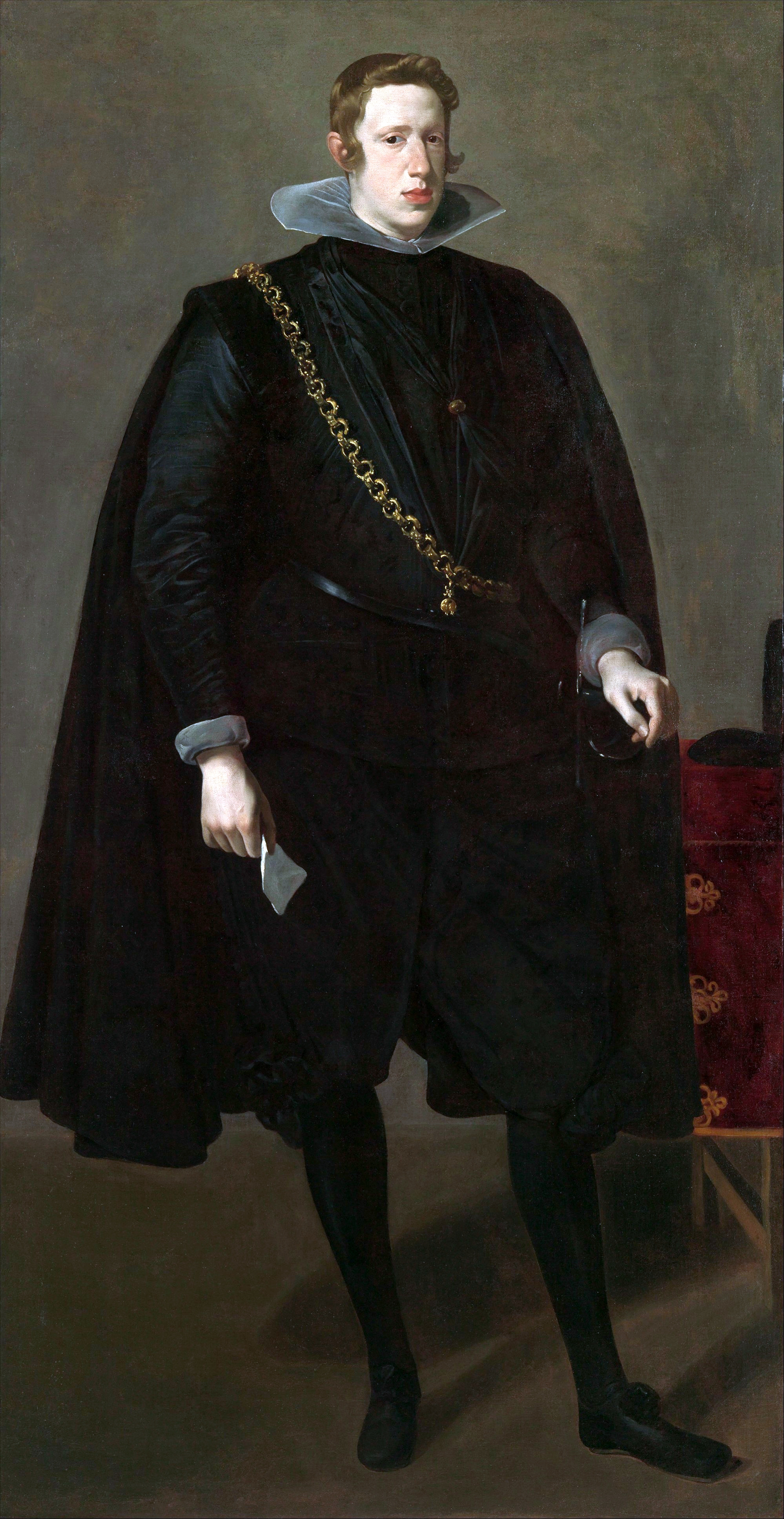
Version de New York, Metropolitan Museum of Art (200 × 102,9 cm). Copie (autographe ?) pour doña Antonia de Ipeñarrieta de la version d'origine de 1624, avant retouche.
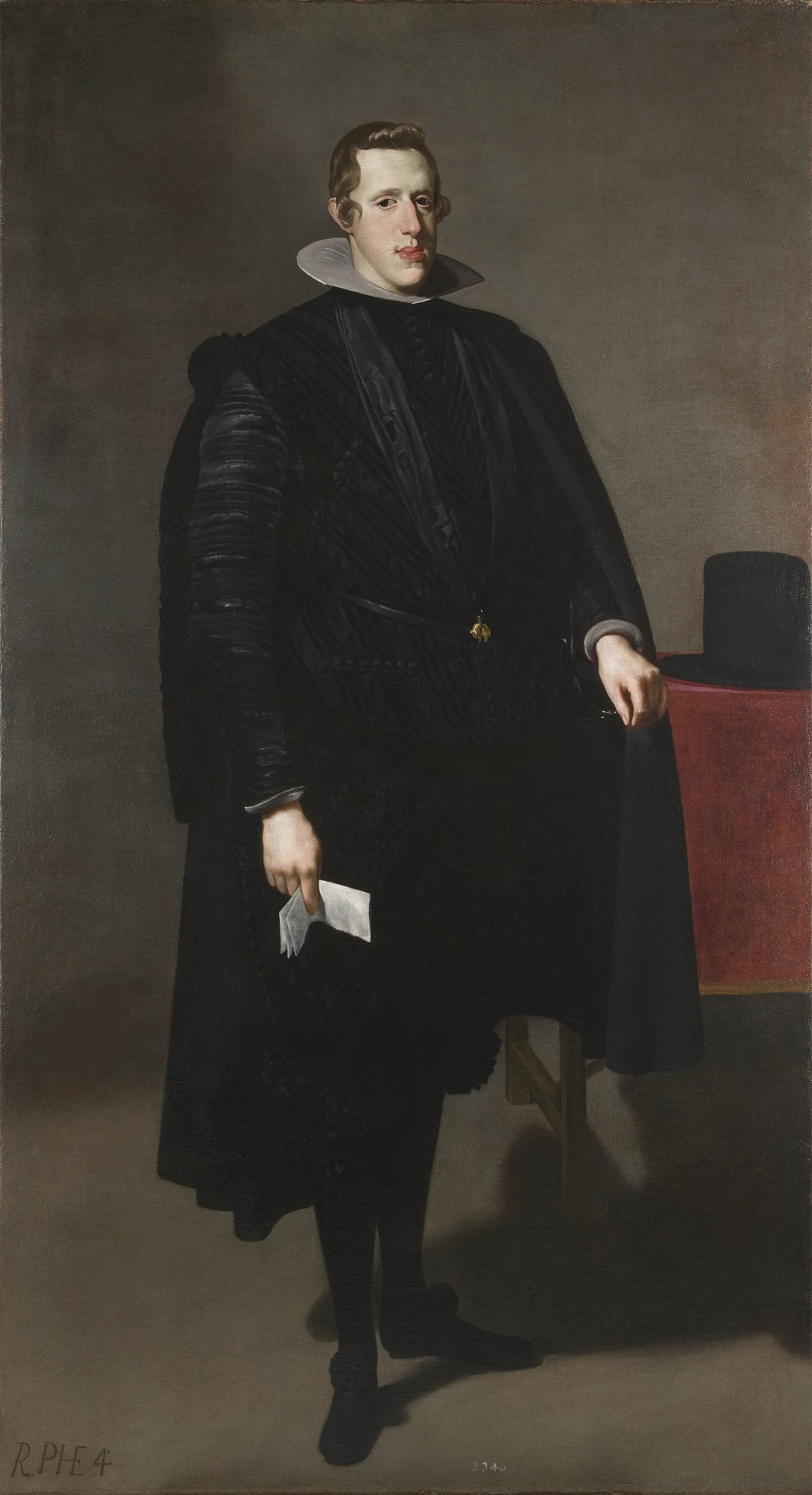
Atelier de Velazquez, copie conservée au musée Isabella Stewart Gardner de Boston du portrait officiel de Philippe IV  dans sa version finale.